# Tibellus shikerpurensis
Tibellus shikerpurensis är en spindelart som beskrevs av Biswas och Dinendra Raychaudhuri 2003. Tibellus shikerpurensis ingår i släktet Tibellus och familjen snabblöparspindlar.
Artens utbredningsområde är Bangladesh. Inga underarter finns listade i Catalogue of Life.